# یواس‌اس دنت (دی‌دی-۱۱۶)
یواس‌اس دنت (دی‌دی-۱۱۶) (به انگلیسی: USS Dent (DD-116)) یک کشتی بود که طول آن ۹۵٫۸۳ متر (۳۱۴٫۴ فوت) بود. این کشتی در سال ۱۹۱۸ ساخته شد.